# 菲什特拉普灣
菲什特拉普灣（英語：Fishtrap Cove），是南極洲的海灣，位於葛拉漢地的法利埃海岸，處於斯托寧頓島西南部博爾德角西北面0.2公里，由美國探險隊測量，現時由南極條約體系管理。